# Massif de Bachtchelak
Le massif de Bachtchelak (en russe : Бащелакский хребет) forme un massif montagneux du nord-ouest de l'Altaï dans la partie méridionale du kraï de l'Altaï. Il culmine à 2 421 mètres d'altitude.

## Géographie

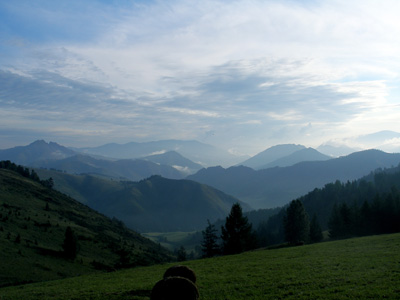
Vue des monts de Bachtchelak.

Les monts se trouvent entre les rivières Tcharych et Anouï dont ils forment la ligne de partage des eaux. Ils sont peu élevés au nord-ouest, où ils sont recouverts de steppe boisée, et plus élevés au sud-est, où ils sont recouverts de forêts de feuillus. Ils sont recouverts de taïga au nord et au nord-est. Au-dessus de 2 000 mètres d'altitude, on trouve des alpages et la toundra alpine.

## Sites remarquables
Les cascades de la rivière Chinok se trouvent dans la région, ainsi que la grotte du Musée.

## Source
- (ru) Cet article est partiellement ou en totalité issu de l’article de Wikipédia en russe intitulé « Бащелакский хребет » (voir la liste des auteurs).